# 弗洛諾伊 (加利福尼亞州)
弗洛諾伊（英語：Flournoy）是位於美國加利福尼亞州蒂黑馬縣的一個人口普查指定地區。

## 地理
弗洛諾伊的座標為39°56′38″N 122°26′37″W / 39.94389°N 122.44361°W，而該地最高點為海拔高度181米（即594英尺）。

## 人口
根據2010年美國人口普查的數據，弗洛諾伊的面積為15.013平方千米，均為陸地。當地共有人口101人，而人口密度為每平方千米6人。